# Lúnula lusitana de Chão de Lamas

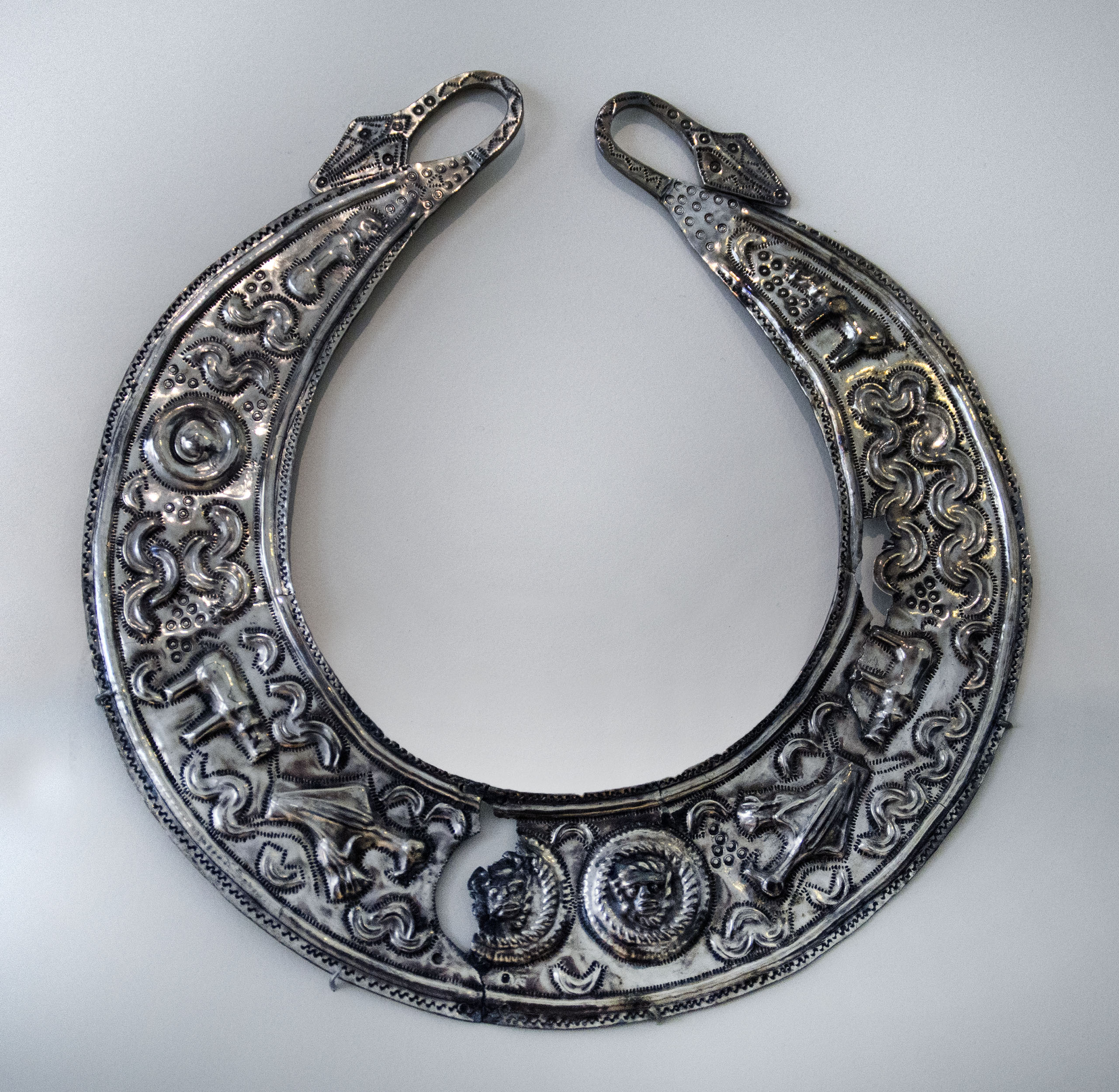
La Lúnula lusitana de Chão de Lamas, expuesta en el M.A.N., Madrid.

Lúnula lusitana de Chão de Lamas es la denominación historiográfica de una lúnula lusitana, que data de finales del siglo II a. C..
La pieza, una especie de pectoral, fue encontrada en la zona de Chão de Lamas, en la localidad de Miranda do Corvo, municipio portugués del Distrito de Coímbra y forma parte del llamado "Tesoro de Chão de Lamas".
Se conserva actualmente en el Museo Arqueológico Nacional (Madrid) que la adquirió en el año 1926.

## Características técnicas
- Período: Edad de hierro II.
- Estilo: Lusitano.
- Material: plata.
- Técnica: Repujado, impresión, y fundición.
- Forma: pectoral de media luna.
- Grosor: 0,2 centímetros
- Diámetro: 21,5 centímetros.
- Anchura máxima: 5,2 centímetros.
- Peso: 120,63 gramos.